# Будрионе (Модена)
Будрионе је насеље у Италији у округу Модена, региону Емилија-Ромања.
Према процени из 2011. у насељу је живело 760 становника. Насеље се налази на надморској висини од 23 м.